# Coppa Bernocchi 1920
La Coppa Bernocchi 1920, seconda edizione della corsa, si svolse il 19 settembre 1920 su un percorso di 160 km. La vittoria fu appannaggio dell'italiano Giovanni Tragella, precedendo i connazionali M. Berti e G. Villa. L'arrivo e la partenza della gara furono a Legnano (percorso Legnano-Gavirate-Varese-Milano-Legnano).

## Ordine d'arrivo (Top 10)
| Pos. | Corridore         | Squadra | Tempo    |
| ---- | ----------------- | ------- | -------- |
| 1    | Giovanni Tragella | -       | 05:31:18 |
| 2    | Marcello Berti    | -       | N.D.     |
| 3    | Giuseppe Villa    | -       | N.D.     |
| 4    | Muzio Fiorini     | -       | N.D.     |
| 5    | Luigi Artemisio   | -       | N.D.     |
| 6    | N.D.              | -       | N.D.     |
| 7    | N.D.              | -       | N.D.     |
| 8    | N.D.              | -       | N.D.     |
| 9    | N.D.              | -       | N.D.     |
| 10   | N.D.              | -       | N.D.     |